# Dragan Nikolić (katona)
Dragan Nikolić (magyar átírással Dragan Nikolics cirill betűkkel Драган Николић 1957. április 26. – 2018. június 4.) boszniai szerb katona, a Sušica koncentrációs tábor parancsnoka. A Hágai Nemzetközi Törvényszék (angol rövidítéssel ICTY) először ellene emelt hivatalosan vádat a boszniai háború során elkövetett háborús bűncselekmények miatt.

## Háborús szerepvállalása
1992-ben a boszniai háború során Vlasenica várost elfoglalták a szerbek, majd itt hozták létre a fél évig működő Sušica koncentrációs tábort. A boszniai szerb hadsereg és a helyi szerb milícia által üzemeltetett tábor parancsnoka volt Dragan Nikolić. 1992 májusa és októbere között mintegy nyolcezer, főleg bosnyák származású fogvatartottat helyeztek itt el. Túlzsúfolt tábor volt, és az ellátás sem volt megfelelő.
Mindeközben a táborban emberiség elleni bűncselekmények történtek, például jogtalanul etnikai alapon tartottak fogva embereket, a nők ellen szexuális erőszakot követtek el, valamint kínzások és gyilkosságok is előfordultak. A háborúban elkövetett bűnök kivizsgálása érdekében az SFOR erőknek sikerült letartóztatniuk és Hollandiába szállítaniuk.
Nikolić tiltakozott a Nemzetközi Törvényszéken az ellen, hogy az SFOR elrabolta és átadta őt nekik. 2003. december 18-án megszületett a jogerős ítélet, mely alapján 23 év börtönbüntetést szabtak ki rá. Büntetését Olaszországban töltötte.